# STS–55
Az STS–55 az amerikai űrrepülőgép-program 55., a Columbia űrrepülőgép 14. repülése.

## Küldetés
A küldetés  bizonyította, hogy az űrrepülőgép-program képes a nemzetközi együttműködésre, a kutatásra- a kísérletre, a tudományos munkára.

## Jellemzői
Spacelab küldetést a DFVLR német űrügynökség szponzorálta.

### Első nap
Technikai okok miatt az 1993. februári indítás több alkalommal elhalasztásra került. Végül április 26-án a szilárd hajtóanyagú gyorsítórakéták, Solid Rocket Booster(SRB) segítségével Floridából, a Cape Canaveral (KSC) Kennedy Űrközpontból, a LC39–A (LC–Launch Complex) jelű indítóállványról emelkedett a magasba. Az orbitális pályája 90,7 perces, 28,5 fokos hajlásszögű, elliptikus pálya perigeuma 304 kilométer, az apogeuma 312 kilométer volt. Felszálló tömeg indításkor 115 780 kilogramm, leszálló tömeg 103 191 kilogramm. Szállított hasznos teher 11 539 kilogramm
Váratlan karbantartási munkát kellett végezni a szennyvíz gyűjtőnél, hogy folytatni lehessen a kutató munkát.

## Hasznos teher
1. A Spacelab mikrogravitációs laboratóriumban az amerikai/német legénység két váltásban napi 24 órán keresztül dolgozott a tervezett, 11 nemzet tudósai által összeállított 88 kísérlet elvégzésén az alábbi tudományágakban: folyadékok fizikája, anyagtudományok, élet- és biológiatudomány, technológia  kísérletek, földmegfigyelés, légkörfizika és csillagászat.
2. Shuttle Amateur Radio Experiment (SAREX) – kettő alkalommal végeztek rádióamatőr kapcsolatot.

### Kilencedik nap
1993. május 6-án Kaliforniában az Edwards légitámaszponton (AFB) szállt le. Összesen 9 napot, 23 órát, 39 percet és 59 másodpercet töltött a világűrben. 6 701 603 kilométert (4 164 183 mérföldet) repült, 160 alkalommal kerülte meg a Földet. Egy különlegesen kialakított Boeing 747 tetején visszatért kiinduló bázisára.

## Személyzet
(zárójelben a repülések száma az STS–55 küldetéssel együtt)
- Steven Nagel (4), parancsnok
- Terence Henricks (2), pilóta
- Jerry Ross (4), küldetésfelelős
- Charles Precourt (1), küldetésfelelős
- Bernard Harris (1), küldetésfelelős
- Ulrich Walter (1), rakományfelelős – (Német űrügynökség, NSZK)
- Hans Schlegel (1), rakományfelelős – (DFVLR, NSZK)

### Tartalék személyzet
- Gerhard Thiele, rakományfelelős (DFVLR)
- Renate Brümmer, rakományfelelős (DFVLR)

### Visszatérő személyzet
- Steven Ray Nagel(4), parancsnok
- Terence Thomas Henricks (2), pilóta
- Jerry Lynn Ross(4), küldetésfelelős
- Charles Precourt (1), küldetésfelelős
- Bernard Harris (1), küldetésfelelős
- Ulrich Walter (1), rakományfelelős
- Hans Schlegel (1), rakományfelelős